# Ignacy Raczkowski
Ignacy Raczkowski (ur. 10 listopada 1896 w Miegianach, zm. 11 maja 1943 w Rothesay) – kapitan administracji (artylerii) Wojska Polskiego, kawaler Orderu Virtuti Militari.

## Życiorys
Urodził się 10 listopada 1896 w majątku Miegiany, w ówczesnym powiecie kowieńskim guberni kowieńskiej, w rodzinie Józefa i Stefanii z Urbanowiczów. Osiem klas gimnazjum ukończył w 1915 w Petersburgu. 15 grudnia 1915 został wcielony do armii rosyjskiej. W następnym roku ukończył szkołę oficerską. 14 września 1917 zgłosił się do Naczelnego Polskiego Komitetu Wojskowego w Moskwie i pozostawał tam do 5 lipca 1918. W grudniu tego roku wrócił na terytorium ówczesnej Republiki Litewskiej. 
W końcu grudnia 1918 przyjechał do Warszawy, gdzie 10 stycznia 1919 wstąpił do Wojska Polskiego. 21 marca 1919 został formalnie przyjęty do Wojska Polskiego z zatwierdzeniem posiadanego stopnia podporucznika, zaliczony do I Rezerwy oraz powołany do służby czynnej na czas wojny aż do demobilizacji i przydzielony do Rezerwy Oficerów WP. W czerwcu tego roku został przydzielony do XI ćwiczebnego dywizjonu w Zajezierzu k. Dęblina, a następnie wcielony do nowo powstałego 9 pułku artylerii polowej i wyznaczony na stanowisko młodszego oficera 2. baterii. Wyróżnił się 5 września 1920 w walkach z bolszewicką 1 Armią Konną. Rozkazem Dowództwa 3 Armii nr 48 z 27 listopada 1920 został odznaczony Orderem Virtuti Militari. Ówczesny kapitan Tadeusz Olgierd Kozakiewicz we wniosku na odznaczenie wspomnianym orderem napisał:

w dniu 5 września 1920 roku w czasie akcji na Kułakowicze, Stepankowicze, Moniatycze, zdołała się przerwać na tyły własnych wojsk, kawalerja nieprzyjacielska w sile 4. szwadronów, która zaatakowała wieś Stepankowicze, lecz szarża ta została odparta przez 2-gą baterię 9 pap, która kartaczami na odległości 100 m strzelała do szarżującej kawalerii nieprzyjacielskiej, rozpraszając takową i przeprowadzając potem uciekającego w popłochu nieprzyjaciela przez 4 kilometry ogniem artyleryjskim. Nieprzyjaciel zostawił na przedpolu baterii kilkadziesiąt trupów końskich i ludzkich. Odznaczył się w powyższej akcji pporucznik Raczkowski Ignacy, dowódca baterii, który będąc przez cały czas przy baterii, sam kierował ogniem i swoją zdecydowaną postawą dodawał otuchy żołnierzom baterii. Przyczynił się do uratowania ogólnej sytuacji.

Po zakończeniu działań wojennych pozostał w wojsku jako oficer zawodowy i kontynuował służbę w 9 pułku artylerii polowej w Białej Podlaskiej. 3 maja 1922 został zweryfikowany w stopniu porucznika ze starszeństwem od 1 czerwca 1919 i 488. lokatą w korpusie oficerów artylerii. 12 kwietnia 1927 prezydent RP nadał mu stopień kapitana z dniem 1 stycznia 1927 i 27. lokatą w korpusie oficerów artylerii. W sierpniu 1931 został przeniesiony z Dowództwa Okręgu Korpusu Nr I w Warszawie do 1 pułku artylerii przeciwlotniczej w Warszawie. W marcu 1934 pełnił funkcję adiutanta pułku.
Później, w tym samym stopniu i starszeństwie, został przeniesiony do korpusu oficerów administracji, grupa administracyjna. W marcu 1939 służył w 9 dywizjonie artylerii przeciwlotniczej w Brześciu, pełniąc obowiązki II zastępcy dowódcy dywizjonu (kwatermistrza).
Zmarł 11 maja 1943 w Rothesay na szkockiej wyspie Bute i został pochowany na tamtejszym cmentarzu.
W 1924 w Białej Podlaskiej ożenił się z Jadwigą z Szejnertów, siostrą Haliny, Ireny i Stefana Władysława (ur. 1905), kapitana piechoty Wojska Polskiego. Halina Szejnert tego samego dnia co Jadwiga, w tym samym kościele, wzięła ślub z Ryszardem Tomaszem Ługowskim (1897–1940), kapitanem artylerii Wojska Polskiego, zamordowanym w Charkowie.

## Ordery i odznaczenia
- Krzyż Srebrny Orderu Wojskowego Virtuti Militari nr 3249[1][26] – 28 lutego 1921[27]
- Srebrny Krzyż Zasługi[1][18]
- Medal Pamiątkowy za Wojnę 1918–1921[1]
- Medal Dziesięciolecia Odzyskanej Niepodległości[1]